# نرما استیتز
نرما استیتز (انگلیسی: Norma Stitz؛ زاده ۲۲ دسامبر ۱۹۵۸) یک مانکن و بازیگر فیلم‌های بزرگسالان و معلم ریاضی اهل کنجیدجون است.
او رکورد گینس از نظر بزرگترین سینه‌های طبیعی جهان را داراست. اندازه‌گیری پستان آن ۱۰۹٫۲۲ سانتی‌متر (۴۳ اینچ) و اندازه‌گیری اطراف نوک پستان در سینه ۱۷۷٫۸ سانتی‌متر (۷۰ در) است.